# Liste der Monuments historiques in Volmunster
Die Liste der Monuments historiques in Volmunster führt die Monuments historiques in der französischen Gemeinde Volmunster auf.

## Liste der Objekte
| Bezeichnung | Beschreibung                                                  | Standort                       | Kennzeichnung | Schutzstatus | Datum | Bild |
| ----------- | ------------------------------------------------------------- | ------------------------------ | ------------- | ------------ | ----- | ---- |
| Monstranz   | Kupfer, versilbert und vergoldet, Anfang des 19. Jahrhunderts | in der Kirche St-Pierre (Lage) | PM57000408    | Classé       | 1971  |      |